# 明石市立市民病院
明石市立市民病院（あかししりつしみんびょういん）は、兵庫県明石市にある医療機関。明石市が設置する地方独立行政法人明石市立市民病院が運営する病院である。

## 沿革
- 1950年（昭和25年）10月10日 - 川崎産業より明石市に移管され開院。
- 1991年（平成3年）3月16日 - 新病院竣工。
- 2001年（平成13年）3月30日 - 救急病院として認定。
- 2011年（平成23年）10月1日 - 地方独立行政法人明石市立市民病院へ移行。

## 診療科
- 内科
- 循環器内科
- 神経内科
- 消化器内科
- 心療内科・精神科
- 小児科
- 外科
- 整形外科
- 脳神経外科
- 皮膚科
- 泌尿器科
- 産婦人科
- 眼科
- 耳鼻咽喉科
- 放射線科
- 麻酔科
- 病理診断科
- リハビリテーション科

## 医療機関の指定・認定
（下表の出典）
| 保険医療機関                                   | 労災保険指定医療機関                                     |
| 指定自立支援医療機関（更生医療）               | 指定自立支援医療機関（育成医療）                         |
| 臨床研修病院                                   | 指定自立支援医療機関（精神通院医療）                     |
| 身体障害者福祉法指定医の配置されている医療機関 | 精神保健指定医の配置されている医療機関                   |
| 生活保護法指定医療機関                         | 結核指定医療機関                                         |
| 指定小児慢性特定疾病医療機関                   | 難病の患者に対する医療等に関する法律に基づく指定医療機関 |
| 特定疾患治療研究事業委託医療機関               | 在宅療養後方支援病院                                     |
| 原子爆弾被害者一般疾病医療取扱医療機関         | DPC対象病院                                              |
| 公害医療機関                                   | 母体保護法指定医の配置されている医療機関                 |
| 地域医療支援病院                               |                                                          |

- 救急告示病院[2]
- このほか、各種法令による指定・認定病院であるとともに、各学会の認定施設でもある。

## 交通アクセス
- JR、山陽電鉄「明石駅」から神姫バスで約5分、「明石市民病院口」停留所で下車[3]。
- JR、山陽電鉄「明石駅」から徒歩約15分[3]。

## 周辺
- 兵庫県立明石公園[3]
- DCMダイキ明石店[3]